# Reinhard von Dalwigk (Ritter)
Reinhard von Dalwigk (* um 1400; † 1461), genannt „der Ungeborene“, da er durch Kaiserschnitt zur Welt gekommen war, war Kurmainzer und zeitweise auch landgräflich-hessischer Amtmann im Raum Waldeck und Niederhessen und Burgmann auf den Burgen Naumburg und Weidelsburg. Er war der einzige (bekannte) Sohn Reinhards IV. von Dalwigk (1370–1413) und dessen zweiter Gemahlin Else von Grafschaft. Reinhard selbst heiratete in die Familie derer von Hertingshausen ein, die um etwa 1400 als Mainzische Lehnsmannen die Weidelsburg erneuert hatten und dort als Burgmannen saßen.

## Leben
Reinhard, der V. dieses Namens in der Zählweise seines Hauses, lavierte geschickt zwischen 
Hessen, Kurmainz und Waldeck. Im Jahre 1431 wurde er durch Erzbischof Konrad III. von Dhaun zum neuen Mainzer Amtmann auf der Weidelsburg eingesetzt. Er verstärkte sie so, dass sie den damals modernsten militärischen Anforderungen genügte. Er wird als reich, aber auch sehr fehdefreudig und geldgierig geschildert. Laut zeitgenössischen Quellen hielt er auf der Burg Hof wie ein Fürst. Er überzog die benachbarten Adeligen mit Fehden, wobei es immer wieder zu Brandschatzungen und Gefechten im Umland der von ihm verwalteten Burgen kam. Als Landfriedensbrecher wurde er 1443 auf der Weidelsburg durch Truppen des Landgrafen Ludwig I. und des Mainzer Erzbischofs Dietrich belagert, zur Unterwerfung gezwungen und bestraft. Als er und sein Neffe und Mündel Friedrich IV. von Hertingshausen erneut mehrere Dörfer niederbrannten und damit wiederum Landfriedensbruch begingen, belagerte Landgraf Ludwig I. im Jahre 1448 erneut die Weidelsburg, die ihm von den beiden im Jahre 1437 zu Lehen aufgetragen worden war, und bestrafte sie durch Entzug großer Teile ihres Lehnsbesitzes. Dalwigk musste die Weidelsburg an den Landgrafen abtreten und sich auf die Burg Naumburg beschränken, die er sich obendrein mit seinem Neffen teilen musste.
In den Jahren 1450 bis 1454 waren Reinhard von Dalwigk und Friedrich von Hertingshausen erneut in eine große und von ihnen vom Zaun gebrochene Fehde verwickelt, die „Bundesherrenfehde“ mit vielen der anderen ritterlichen Grundherren der Gegend. Dörfer wurden verwüstet (am 29. April 1454 wurde Obervorschütz niedergebrannt, Holzhausen am 19. November 1454), und es kam zu mehreren blutigen Gefechten, so bei Dorla und bei Elben, in denen mehrere der Streithähne ihr Leben verloren und Friedrich von Hertingshausen schwer verletzt und eine Zeit lang Gefangener der Gegenseite wurde.
Reinhards Ehefrau Agnes (auch „Nese“), Tochter Friedrichs III. von Hertingshausen und dessen Ehefrau Lukarde von Spiegel zum Desenberg, die er 1412 heiratete, ist eine von mehreren Frauen, an denen die Sage von der „Hessischen Weibertreue“ festgemacht wird.
Reinhard von Dalwigk starb, laut Georg Landau, 1461 auf der Burg Naumburg. Von ihm sind keine Nachkommen bekannt.